# Toutes nos envies
Pour plus de détails, voir Fiche technique et Distribution.
Toutes nos envies est un film français réalisé par Philippe Lioret, sorti en 2011. Le scénario est très librement adapté du livre D'autres vies que la mienne (2009) d'Emmanuel Carrère.

## Synopsis
À Lyon, Claire (Marie Gillain) est une jeune juge d'instance confrontée aux personnes en situation de surendettement, notamment à une jeune femme, Céline (Amandine Dewasmes), qu'elle tente d'aider. Lors d'un examen à l'hôpital, Claire apprend qu'elle est atteinte d'une tumeur cérébrale incurable (glioblastome) et qu'il lui reste peu de temps à vivre. Elle rencontre à la même période Stéphane (Vincent Lindon), un confrère plus expérimenté, et ensemble, ils vont chercher une faille juridique contre les organismes de crédit.

## Fiche technique
- Titre : Toutes nos envies
- Réalisation : Philippe Lioret
- Assistant réalisateur : Jessica Palud
- Scénario : Philippe Lioret, Emmanuel Courcol, d'après le livre d'Emmanuel Carrère D'autres vies que la mienne
- Production : Philippe Lioret, Marielle Duigou
- Musique : Flemming Nordkrog
- Son : Jean-Marie Blondel, Eric Tisserand
- Photographie : Gilles Henry
- Ratio : 2,39:1
- Montage : Andrea Sedláčková
- Pays d'origine :  France
- Durée : 120 minutes
- Date de sortie : France : 9 novembre 2011

## Distribution
- Vincent Lindon : Stéphane
- Marie Gillain : Claire
- Amandine Dewasmes : Céline

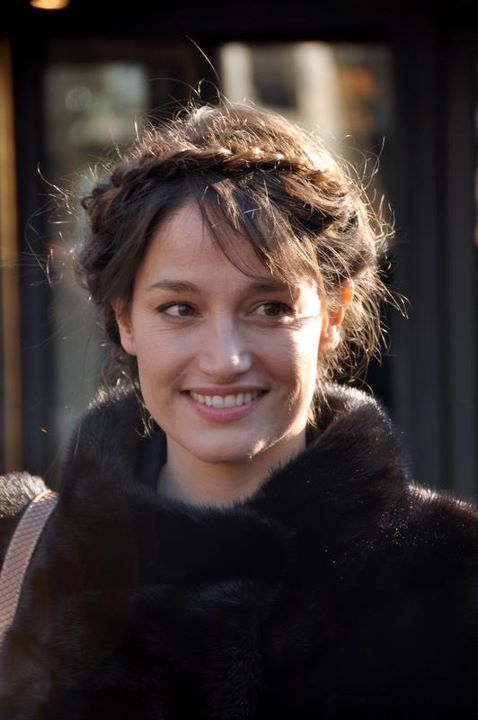
Marie Gillain au déjeuner des nommés des César du cinéma 2012.

- Yannick Renier : Christophe, le mari de Claire
- Thomas Boinet : Arthur, fils de Claire
- Pascale Arbillot : Marthe, la compagne de Stéphane
- Isabelle Renauld : le docteur Hadji
- Laure Duthilleul : la mère de Claire, surendettée chronique
- Éric Naggar : Maître Amado, l'avocat de la société de prêt
- Éric Godon : un représentant des sociétés de prêt

## Production

### Lieux de tournage
- Quai Saint Antoine Lyon 2° - crise d'épilepsie bus TCL
- Avenue Maréchal de Saxe Lyon 6°
- Bar le Moderne
- Lycée Edouard Herriot
- Lac du Salagou, Hérault - baignade
- École polytechnique, Palaiseau - cour de justice européenne[1].

## Musique
- On Staturday afternoons in 1963 par Rickie Lee Jones

## Accueil

### Accueil critique
Le scénario reprend plusieurs éléments du livre de Carrère (deux magistrats, l'endettement, la maladie...), mais, d'après Le Monde pour qui le film se rapproche « d'innombrables mélodrames que l'on a vus sur les écrans, grands ou petits », « on ne peut que remarquer les effets dramatiques trop appuyés ». Pour Marianne, « l'affaire du crédit à la consommation n'est qu'une mince toile de fond, et chaque personnage n'a qu'un seul trait de caractère, étonnamment grossier ». Pour le Nouvel Observateur, « Lioret ne tombe pas dans le piège du mélo, et Vincent Lindon est impeccable ». Le Point estime que Philippe Lioret évite les pièges de la sensiblerie et signe une fiction émouvante, aussi juste dans la chronique intime que dans la description sociale.
Le film, lors de l'une de ses rediffusions à la télévision française, le 6 novembre 2019, attire encore un nombre important de téléspectateurs, soit 1 182 000 personnes.

## Distinctions

### Nominations
- Nomination au César de la meilleure actrice en 2012 pour Marie Gillain